# Seconde bataille de Schooneveld
Pour les articles homonymes, voir bataille de Schooneveld.
Guerre de Hollande
Batailles
- Groenlo (06-1672)
- Solebay (06-1672)
- Coevorden (06-1672)
- Nimègue(07-1672)
- Groningue (07-1672)
- Saint-Lothain (02-1673)
- Schooneveld (1re) (06-1673)
- Maastricht (06-1673)
- Schooneveld (2de) (06-1673)
- Texel (08-1673)
- Bonn (11-1673)
- Arcey (01-1674)
- Pesmes (02-1674)
- Gray (02-1674)
- Scey-sur-Saône (03-1674)
- Chariez (03-1674)
- Vesoul (03-1674)
- Arbois (03-1674)
- Orgelet (03-1674)
- Besançon (04-1674)
- Dole (05-1674)
- Sinsheim (06-1674)
- Salins (06-1674)
- Belle-Île (06-1674)
- Lure (07-1674)
- Faucogney (07-1674)
- Sainte-Anne (07-1674)
- Fort-Royal (07-1674)
- Seneffe (08-1674)
- Entzheim (10-1674)
- Mulhouse (12-1674)
- Turckheim (01-1675)
- Stromboli (02-1675)
- Fehrbellin (06-1675)
- Salzbach
- Consarbrück
- Alicudi
- Agosta
- Palerme
- Maastricht
- Philippsburg
- Valenciennes
- Cambrai
- Saint-Omer
- Tobago
- La Peene (Cassel)
- Ypres
- Rheinfelden (07-1678)
- Saint-Denis

La seconde bataille de Schooneveld ou bataille de Walcheren est une bataille navale qui eut lieu le 14 juin 1673, lors de la guerre de Hollande. Remportée par la flotte des Provinces-Unies, placée sous le commandement de l'amiral de Ruyter, elle permet de préserver les Pays-Bas d'une invasion anglo-française.

## Histoire
À la suite de la première bataille de Schooneveld du 7 juin 1673, qui a été une défaite pour la flotte combinée franco-anglaise, les commandants de la flotte alliée ne cessent de se rejeter la faute l'un sur l'autre. Michiel de Ruyter, quant à lui, décide de pousser son avantage et, profitant d'un vent favorable, surprend la flotte adverse le 14 juin. Le chaos est total dans la ligne de bataille franco-anglaise à cause des ordres confus donnés par le prince Rupert et les Néerlandais exploitent cette confusion en concentrant leurs tirs sur les mâts des navires ennemis, endommageant sévèrement plusieurs navires. Les alliés sont forcés de battre en retraite, n'ayant perdu aucun navire mais étant obligés de rentrer au port pour effectuer des réparations. Ils décident par la suite de faire une nouvelle tentative pour vaincre la flotte néerlandaise mais la bataille de Texel sera une nouvelle victoire pour cette dernière.